# Hageven met Dommelvallei, Beverbeekse Heide, Warmbeek en Wateringen
Hageven met Dommelvallei, Beverbeekse Heide, Warmbeek en Wateringen este o arie protejată (arie specială de conservare — SAC, sit de importanță comunitară — SCI, arie de protecție specială avifaunistică — SPA) din Belgia întinsă pe o suprafață de 1.980 ha, integral pe uscat.

## Localizare
Centrul sitului Hageven met Dommelvallei, Beverbeekse Heide, Warmbeek en Wateringen este situat la coordonatele 51°17′00″N 5°30′00″E / 51.2833°N 5.5°E.

## Înființare
Situl Hageven met Dommelvallei, Beverbeekse Heide, Warmbeek en Wateringen a fost declarat arie de protecție specială avifaunistică în ianuarie 1900 pentru a proteja 6 specii de animale. Alte tipuri de protecție:
- sit de importanță comunitară (în mai 2002)
- arie specială de conservare (în aprilie 2014)[1][2][3]

## Biodiversitate
Situată în ecoregiunea atlantică, aria protejată conține 15 habitate naturale: Vegetație psamofilă uscată cu Calluna și Genista, Vegetație psamofilă uscată cu pășuni deschise de Corynephorus și Agrostis, Ape stătătoare oligotrofe până la mezotrofe, cu vegetație de Littorelletea uniflorae și/sau de Isoëto-Nanojuncetea, Lacuri eutrofice naturale cu vegetație de tip Magnopotamion sau Hydrocharition, Cursuri de apă de la nivel de câmpie la nivel montan, cu vegetație Ranunculion fluitantis și Callitricho-Batrachion, Pajiști umede nord-atlantice cu Erica tetralix, Pajiști uscate europene, Formațiuni ierboase bogate în specii de Nardus, dezvoltate pe substraturi silicioase în zone montane (și în zone submontane, în Europa continentală), Liziere de ierburi înalte hidrofile de câmpie și de nivel montan până la alpin, Fânețe de joasă altitudine (Alopecurus pratensis, Sanguisorba officinalis), Depresiuni pe substraturi de turbă de Rhynchosporion, Mlaștini calcaroase cu Cladium mariscus și specii de Caricion davallianae, Păduri de fag acidofile atlantice, cu subarboret de Ilex și, uneori, de asemenea, Taxus, la nivelul arbuștilor (Quercion robori-petraeae sau Ilici-Fagenion), Păduri acidofile de stejar bătrân cu Quercus robur pe câmpii nisipoase, Păduri aluvionare cu Alnus glutinosa și Fraxinus excelsior (Alno-Padion, Alnion incanae, Salicion albae).
La baza desemnării sitului se află mai multe specii protejate:
- amfibieni (1): triton cu creastă (Triturus cristatus)
- mamifere (2): liliac de iaz (Myotis dasycneme), liliac cărămiziu (Myotis emarginatus)
- nevertebrate (1): libelule (Leucorrhinia pectoralis)
- pești (2): cicar (Lampetra planeri), boarță (Rhodeus sericeus amarus)

Pe lângă speciile protejate, pe teritoriul sitului au mai fost identificate 13 specii de păsări, 3 specii de amfibieni, 9 specii de mamifere.